# Miroslava Partlová
Miroslava „Mirka” Partlová (ur. 2 kwietnia 1985 w Malackach) – słowacka aktorka teatralna i telewizyjna.

## Życiorys
Kształciła się w Konserwatorium w Bratysławie na wydziale muzyczno-dramatycznym. Jako aktorka teatralna debiutowała w teatrze Nová scéna, później występowała w Słowackim Teatrze Narodowym. Zagrała w kilku produkcjach, przede wszystkim w musicalach (Hamlet, Painted on Glass, West Side Story, Fountain for Zuzana). Obecnie (2015) jest znana jako Angie z serialu Panelák.

## Filmografia
- 2009 – x=x+1
- 2008 – Panelák (serial)
- 2002 – Čierna pani (film)
- 1998 – Za mestskými múrmi (serial)

Programy telewizyjne
- 2016 – Tvoja tvár znie povedome
- 2013 – Slávik 2012
- 2009 – Mini Talent show
- 2001 – Osem a pol